# Luigi Gatti (sollevatore)
Luigi Gatti (Conegliano, ... – ...; fl. XX secolo) è stato un sollevatore italiano.

## Carriera
Ha partecipato alle Olimpiadi di Anversa 1920 nella categoria pesi piuma concludendo l'evento in quarta posizione con 195 kg sollevati.